# آسیاب فتح‌آباد
بقایای آسیاب فتح‌آباد مربوط به دوره صفوی است و در شهرستان بیضا، بخش بیضا، دهستان بیضا، ابتدای جاده سوه، کیلومتری ۵ سمت چپ به فاصله ۲۰۰ از جاده واقع شده و این اثر در تاریخ ۲۳ بهمن ۱۳۸۵ با شمارهٔ ثبت ۱۷۲۵۹ به‌عنوان یکی از آثار ملی ایران به ثبت رسیده است.